# Морозовка (Челябинская область)
Морозовка — посёлок в Брединском районе Челябинской области России. Входит в состав Рымникского сельского поселения.

## География
Расположен в западной части района, на берегу пруда в истоке реки Картабай (Картубай, Каратабай), правого притока реки Синташты. Расстояние до районного центра посёлка Бреды 30 км.

## История
Поселок основан в 1963 году при Картубайском лесничестве, на месте бывшего лесного кордона. В конце 1890-х годов здесь работали смолокуры (Верхний-Картубаевский участок) и углежоги (Пряткины ямы). Назван по фамилии русского лесоведа Г. Ф. Морозова (1867—1920). 

## Население
| 2002 | 2010 |
| ---- | ---- |
| 39   | ↗42  |

(в 1970 — 68, в 1983 — 25, в 1995 — 49)

## Улицы
- Лесная,
- Пионерская.

## Инфраструктура
- Фельдшерско-акушерский пункт.